# Фридрих Казимир (герцог Курляндии)
Фридрих (II) Казимир (нем. Friedrich Kasimir Kettler; 6 июля 1650, Митава — 22 января 1698, Митава) — герцог Курляндии и Семигалии в 1682—1698 годах из династии Кеттлеров.

## Биография
Фридрих Казимир был сыном курляндского герцога Якоба и его супруги Луизы Шарлотты Бранденбургской (1617—1676), дочери курфюрста Георга Вильгельма Бранденбургского и Елизаветы Шарлотты Пфальцской.
Состоял полковником кавалерии на голландской службе, в 1673 году принял участие в Голландской войне.
В 1682 году после смерти отца Фридрих Казимир унаследовал герцогский титул. Oн пытался продолжать политику герцога Якоба, направленную на восстановление экономики Курляндии и достижение герцогством независимости. Но его действия не имели успеха, так как Фридрих Казимир окружил себя роскошью и тратил много средств на придворную жизнь, создав итальянскую оперу, заведя конюшни с арабскими скакунами и построив оранжереи с ананасами. Для покрытия расходов герцогу пришлось заложить несколько имений и продать англичанам остров Тобаго, где ранее была основана курляндская колония. В герцогстве не было собственной армии и административного аппарата. Всё это вызывало недовольство курляндского дворянства, вынужденного поступать на службу за границей.
Во время Великого посольства Пётр I встречался с герцогом Фридрихом Казимиром.
Фридрих Казимир умер в 1698 году незадолго до начала Северной войны, в результате чего трон унаследовал его несовершеннолетний сын Фридрих Вильгельм.

## Браки и дети
Первым браком герцог Фридрих Казимир был женат на Софии Амалии Нассау-Зигенской (10 января 1650 — 25 декабря 1688), дочери Генриха II Нассау-Зигенского. В браке родились:
- Фридрих (1682—1683);
- Мария Доротея (1684—1743) — супруга Альбрехта Фридриха Бранденбург-Шведтского (1672—1731);
- Элеонора Шарлотта (1686—1748) — супруга Эрнста Фердинанда Брауншвейг-Вольфенбюттель-Бевернского (1682—1746);
- Амалия Луиза (1687—1750) — супруга Фридриха Вильгельма Адольфа Нассау-Зигенского (1680—1722);
- Кристина София (1688—1694).

В Берлине 22 апреля 1691 года Фридрих Казимир женился на своей кузине Елизавете Софии Бранденбургской (5 апреля 1674 — 22 ноября 1748), дочери курфюрста Фридриха Вильгельма Бранденбургского и Доротеи Софии Шлезвиг-Гольштейн-Зондербург-Глюксбургской (1636—1689). В браке родились:
- Фридрих Вильгельм (19 июля 1692 — 21 января 1711), герцог Курляндии, супруг царевны Анны Иоанновны (1693—1740);
- Леопольд Карл (1693—1697).